# Zeeberen
De zeeberen of pelsrobben (Arctocephalinae) zijn zeezoogdieren uit de familie der oorrobben. Het zijn roofdieren die voornamelijk van vis en inktvis leven. Zeeberen zijn meer verwant aan de zeeleeuwen dan aan zeehonden.

## Kenmerken
Zeeberen en zeeleeuwen hebben beide oorschelpen (pinnae), relatief sterke en lange voorflippers en de mogelijkheid om op alle vier de flippers te lopen. Zeeberen hebben een dichte ondervacht, waardoor er in het verleden lange tijd jacht op is gemaakt.

## Verspreiding en leefgebied
Een soort, de noordelijke zeebeer (Callorhinus ursinus) leeft op de noordelijk halfrond. De zeven andere soorten van het Arctocephalus genus leven hoofdzakelijk op het zuidelijk halfrond.

## Soorten
Er zijn negen soorten, verdeeld over twee geslachten.
- Geslacht Arctocephalus
  - Arctocephalus australis (Zuidelijke zeebeer)
  - Arctocephalus forsteri (Nieuw-Zeelandse zeebeer)
  - Arctocephalus galapagoensis (Galápagoszeebeer)
  - Arctocephalus gazella (Kerguelenzeebeer)
  - Arctocephalus philippii (Juan-Fernandezzeebeer)
  - Arctocephalus pusillus (Zuid-Afrikaanse zeebeer)
    - Arctocephalus pusillus doriferus (West-Australische zeebeer)
    - Arctocephalus pusillus pusillus (Zuid-Afrikaanse zeebeer)

  - Arctocephalus townsendi (Guadaloupe zeebeer)
  - Arctocephalus tropicalis (Subantarctische zeebeer)
- Geslacht Callorhinus
  - Noordelijke zeebeer (Callorhinus ursinus)